# Riccardo Fogli (album 1976)
Riccardo Fogli è il secondo album in studio eponimo del cantante pop italiano Riccardo Fogli, passato dall'essere ex voce e bassista del complesso dei Pooh a cantante solista con una carriera avviata. Il disco esce nel 1976, in concomitanza con il lavoro Poohlover degli ex colleghi.
Dopo un primo album ed una partecipazione al Festival di Sanremo 1974 con la canzone Complici, di Carla Vistarini e Luigi Lopez,  Riccardo torna in auge avvalendosi di amici compositori che confezionano il suo primo grande successo da solista, Mondo, scritto da Carla Vistarini e Luigi Lopez. Mondo raggiunge le prime 10 posizioni della classifica dei singoli, riuscendo a far meglio del precedente singolo, Guardami, che si era fermato alla dodicesima posizione nel 1975.

## Il disco
L'album che non si discosta molto dal precedente, è un raffinato ensemble di lenti, magistralmente orchestrati e arrangiati dal maestro Danilo Vaona e dalla sua orchestra. Fra i brani presenti, necessita una menzione In silenzio, brano dei Pooh del 1968 che lo stesso Fogli cantava all'epoca della sua permanenza nel gruppo e che viene riarrangiata dandole un'atmosfera più lenta ed orchestrale, con un'introduzione che ricorda da vicino Infiniti noi degli stessi Pooh, datata 1973.
Facendo parte della stessa casa discografica, Umberto Tozzi scrive per il più affermato collega di scuderia Mi manca, brano firmato anche dal paroliere Giancarlo Bigazzi. La canzone trova spazio, con un testo diverso, anche in Donna amante mia, album di debutto di Tozzi, uscito nello stesso anno. Ma il pezzo trainante l'intero album è Mondo con cui Riccardo partecipa al Festivalbar e vince il Disco Verde.

## Tracce
1. Svegliati – 3:10 (Renato Brioschi/Riccardo Fogli)
2. Mi manca – 4:39 (Umberto Tozzi/Giancarlo Bigazzi)
3. In silenzio – 4:56 (Roby Facchinetti/Valerio Negrini)
4. Corri con me – 2:46 (Danilo Vaona/Riccardo Fogli)
5. Mai, mai – 4:44 (Luigi Lopez/Carla Vistarini)
6. Gardenia – 4:28 (Luigi Lopez/Carla Vistarini)
7. Canta il mare – 3:19 (Fabio Pianigiani/Marcello Aitiani/Riccardo Fogli)
8. Come eravamo – 3:49 (Renato Brioschi/Riccardo Fogli)
9. Mondo – 2:55 (Luigi Lopez/Carla Vistarini)
10. Finito – 2:47 (Luigi Lopez/Carla Vistarini)

Durata totale: 37:33

## Singoli
- Mondo/Finito (1976)